# ديفيد سوندرز (مدير فني)
ديفيد سوندرز (بالإنجليزية: David Saunders)‏ هو مدير فني أمريكي، ولد في 6 أبريل 1958 في دوغلاسفيل في الولايات المتحدة.